# James Patrick Mallory
James Patrick Mallory (geboren 1945) is een Iers-Amerikaanse archeoloog en Indo-Europeanist. Mallory is emeritus-hoogleraar aan de Queen's Universiteit van Belfast, lid van de Royal Irish Academy en redacteur van het Journal of Indo-European Studies en Emania: Bulletin of the Navan Research Group.

## Biografie
Geboren in 1945, ontving Mallory in 1967 van het Occidental College in Californië zijn Bachelor of Arts in geschiedenis. Daarna diende hij drie jaar in het Amerikaanse leger als sergeant van de militaire politie. Hij behaalde in 1975 zijn Doctor of Philosophy  in Indo-Europese studies van de Universiteit van Californië - Los Angeles. Mallory bekleedde vanaf 1977 verschillende posities bij het Queen's University Belfast, en werd daar hoogleraar Prehistorische Archeologie in 1998.
Zijn onderzoek richtte zich met name op het Europa van het vroege Neolithicum en de Bronstijd, het probleem van het thuisland van de Proto-Indo-Europeanen, en de archeologie van het vroege Ierland. Hij is voorstander van een integrale aanpak van deze problemen, waarbij men de literaire, taalkundige en archeologische bewijzen vergelijkt om historische vraagstukken op te lossen.
Een gevolg van Mallory's integrale aanpak is zijn uitgesproken kritiek op de Anatolische hypothese van Colin Renfrew, welke het Indo-Europees thuisland in het vroeg-Neolithische Anatolië zoekt, en haar verspreiding met die van de eerste landbouwers associeert.
Een kernpunt van zijn kritiek bestaat uit de krachtige verdediging van de paleolinguïstiek als een waardevol instrument voor het oplossen van de vraag naar de oorsprong van het Indo-Europees. Mallory argumenteerd dat Renfrew daar sceptisch over is, juist omdat deze een aantal van de sterkste bewijzen tegen diens model levert.
Het boek The Oxford Introduction to Proto-Indo-European and the Proto-Indo-European World van Mallory en D.Q. Adams biedt een uitgebreid overzicht van de gereconstrueerde Proto-Indo-Europese taal en bespreekt wat deze ons kan vertellen over de samenleving die het sprak.

## Belangrijkste werken

### Monografiën
- In Search of the Indo-Europeans: Language, Archaeology and Myth, Londen: Thames & Hudson, 1989. ISBN 0-500-27616-1
- met T.E. McNeill, The Archaeology of Ulster, Belfast: Dufour Editions, 1991. ISBN 0-85389-353-5
- met Victor H. Mair, The Tarim Mummies: Ancient China and the Mystery of the Earliest Peoples from the West, Londen: Thames & Hudson, 2000. ISBN 0-500-05101-1
- met Douglas Q. Adams, The Oxford Introduction to Proto-Indo-European and the Proto-Indo-European World, Oxford: Oxford University Press, 2006. ISBN 0199287910
- The Origins of the Irish, Londen/New York: Thames & Hudson, 2013. ISBN 0500051755
- In Search of the Irish Dreamtime: Archaeology and Early Irish Literature, Londen: Thames & Hudson, 2016.

### Redactie van verzamelwerken
- met Brian M. Fagan (red.), The Oxford Companion to Archaeology, New York/Oxford: Oxford University Press, 1996.
- met Douglas Q. Adams (red.), Encyclopedia of Indo-European Culture, Londen/Chicago, Fitzroy-Dearborn, 1997. ISBN 1-884964-98-2

### Artikelen en bijdragen
- ‘A Short History of the Indo-European Problem’, Journal of Indo-European Studies (JIES) 1973/1, p. 21–65.
- ‘Time Perspectives and Proto-Indo-European Culture’, World Archaeology 1976/8, p. 44–58.
- ‘The Ritual Treatment of the Horse in the Early Kurgan Tradition’, JIES 1981/9, p. 205–226.
- met D. Telegin, ‘Poyava kolesnogo transportu na Ukraini sa radiokarbonnimi dannimi’, in: Problemi khronologii kultur eneolita-bronzovogo veka Ukrainy i Yuga-Vostochnoy Evropy, Dnepropetrovsk, 1984.
- met Martin E. Huld, ‘Proto-Indo-European “silver”’, Zeitschrift für vergleichende Sprachforschung 1984/97, p. 1–12.
- ‘Migration and Language Change’, in: E. Straume en E. Skar (red.), Peregrinatio Gothica III, Oslo, Universitets Oldaksamling, 1992, p. 145–53.
- ‘The Indo-European Homeland: An Asian Perspective’, Bulletin of the Deccan College Post-Graduate and Research Institute, 1994–1995/54–55, p. 237–54.
- ‘Speculations on the Xinjiang Mummies’, JIES 1995/23, p. 3-4.
- ‘The Indo-European homeland problem: A matter of time’, in: Karlene Jones-Bley en Martin E. Huld (red.), The Indo-Europeanization of Northern Europe, Washington, D.C., Institute for the Study of Man, 1996, p. 1–22.
- ‘The Indo-European phenomenon: linguistics and archaeology’, in: A.H. Dani en J.P. Mohen (red.), History of Humanity, deel 2: From the Third Millennium to the Seventh Century B.C., Parijs, UNESCO en Londen/New York, Routledge, 1996, p. 80–91.
  - Franse vertaling: ‘Le phénomène indo-européen : linguistique et archéologie’, in: Corinne Julien (red.), Histoire de l’humanité, deel 2: 3 0000 à 700 av. J.-C., Parijs, UNESCO, 2001, p. 216–245.
- ‘The Homelands of the Indo-Europeans’, in: Roger Blench en Matthew Spriggs (red.), Archaeology and Language, deel 1: Theoretical and Methodological Orientations, Londen/New York, Routledge, 1997, p. 93–121.
- ‘Indoevropeyskie prarodiny’, VDI 1 (1997).
- ‘Aspects of Indo-European agriculture’, in: D. Disterheft, Martin Huld en J. Greppin (red.), Studies in Honor of Jaan Puhvel, deel 1: Ancient Languages and Philology, Washington, D.C., Institute for the Study of Man, 1997, p. 221–240.
- ‘The Old Irish Chariot’, in: Jay Jasanoff, H. Melchert en L. Oliver (red.), Mír Curad: Studies in Honor of Calvert Watkins, Innsbruck, Innsbrucker Beitrage zur Sprachwissenschaft, 1998, p. 451–464.
- ‘A European Perspective on Indo-Europeans in Asia’, in: Victor Mair (red.), The Bronze Age and Early Iron Age Peoples of Eastern Central Asia, deel 1, Washington, D.C., Institute for the Study of Man, 1998, p. 175–201.
- ‘Agriculture and the Indo-European Dispersals’, in: R. Cremonesi, C. Tozzi, A. Vigliardi en C. Peretto (red.), Proceedings of the XIII International Congress Prehistoric and Protohistoric Sciences, Forli, Italy, 8–14 September 1996, deel 3, Forli, Abaco, 1998, p. 185–90.
- ‘Uralics and Indo-Europeans: Problems of Time and Space’, in: Christian Carpelan, Asko Parpola en Petteri Koskikallio (red.), Early Contacts Between Uralic and Indo-European: Linguistics and Archaeological Considerations, Helsinki, Suomalais-Ugrilainen Eura, 2001, p. 345–66.
- ‘Indo-Europeans and Steppelands: The Model of Language Shift’, in: Karlene Jones-Bley, Martin E. Huld, A.D. Volpe en M. Robbins Dexter (red.), Proceedings of the Thirteenth Annual UCLA Indo-European conference, Washington D.C., Institute for the Study of Man, 2002, p. 1–27.
- ‘Archaeological Models and Asian Indo-Europeans’, Proceedings of the British Academy 2002/116, p. 19–42.
- ‘Indigenous Indo-Aryans: the preservation and total distribution principles’, JIES 2003/30, p. 375–387.
- ‘The Date of Pazyryk’, in: K. Boyle, Colin Renfrew en M. Levine (red.), Ancient Interactions: East and West in Eurasia, Cambridge, McDonald Institute for Archaeological Research, University of Cambridge, 2003, p. 199–211.
- ‘Horse-mounted invaders from the Russo-Kazakh steppe or agricultural colonists from western Central Asia? A craniometric investigation of the Bronze Age settlement of Xinjiang’, American Journal of Physical Anthropology 2004/124, p. 199–222.
- ‘Indo-European warfare’, in: T. Pollard en I. Banks (red.), War and Sacrifice, Leiden, Brill, 2006, p. 77–98.
- ‘Migrations in Prehistoric Eurasia: Problems in the Correlation of Archaeology and Language’, Aramazd, Armenian Journal of Near Eastern Studies 2008/3, p. 7–38.
- ‘The Anatolian homeland hypothesis and the Anatolian Neolithic’, in: S. Jamison, H. Melchert en B. Vine (red.), Proceedings of the 20th Annual UCLA Indo-European Conference, Bremen, Hempen, 2009, p. 133–162.
- ‘New radiocarbon dates and a review of the chronology of prehistoric populations from the Minusinsk Basin, Southern Siberia, Russia’, Radiocarbon 2009/51, p. 243–273.
- ‘L’hypothèse des steppes’, Dossiers d'archéologie 2010/338, p. 28–35.
- ‘Twenty-first century clouds over Indo-European homelands’, Journal of Language Relationship 2013/9, p. 145–154.

- Bibsys: 90375822
- Bibliothèque nationale de France: cb12131613g (data)
- CiNii: DA03608811
- Gemeinsame Normdatei: 132972697
- International Standard Name Identifier: 0000 0001 1804 136X
- Library of Congress Control Number: n85260905
- Nationale Bibliotheek van Letland: 000021353
- Nationale Bibliotheek van Tsjechië: mzk2011618577
- Nationale bibliotheek van Australië: 35777849
- Nationale Bibliotheek van Israël: 987007264930705171
- Nationale en Universitaire bibliotheek Zagreb: 000262400
- Nederlandse Thesaurus van Auteursnamen: 073333573
- Réseau des bibliothèques de Suisse occidentale: 02-A003554753
- Istituto Centrale per il Catalogo Unico: UFIV054569
- Système universitaire de documentation: 029762227
- Trove: 1082752
- Virtual International Authority File: 44332749
- WorldCat: E39PBJbxCW6tcTgdVrMhyHtqcP